# Ricardo González (Rennfahrer)

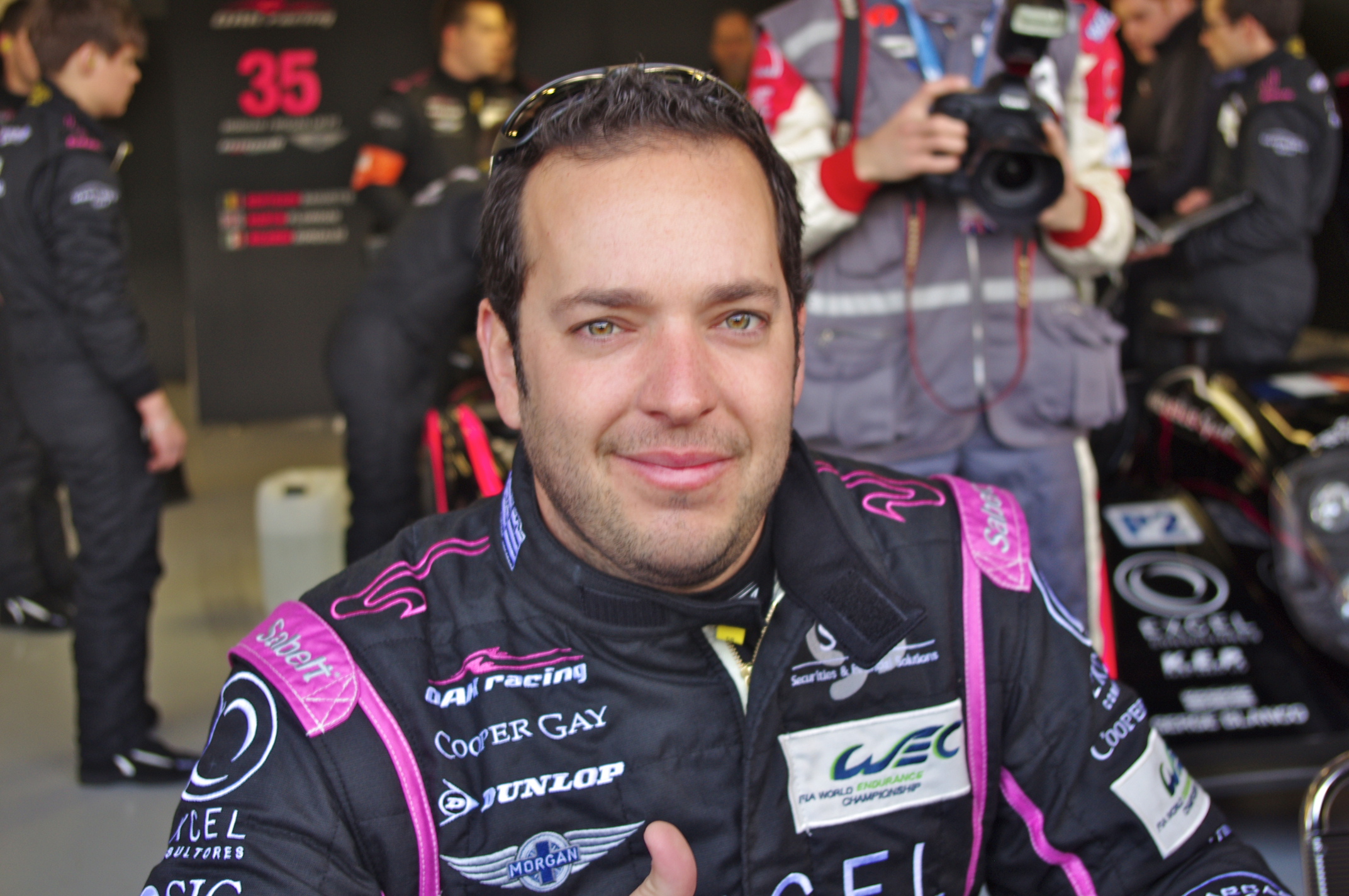
Ricardo González (2013)

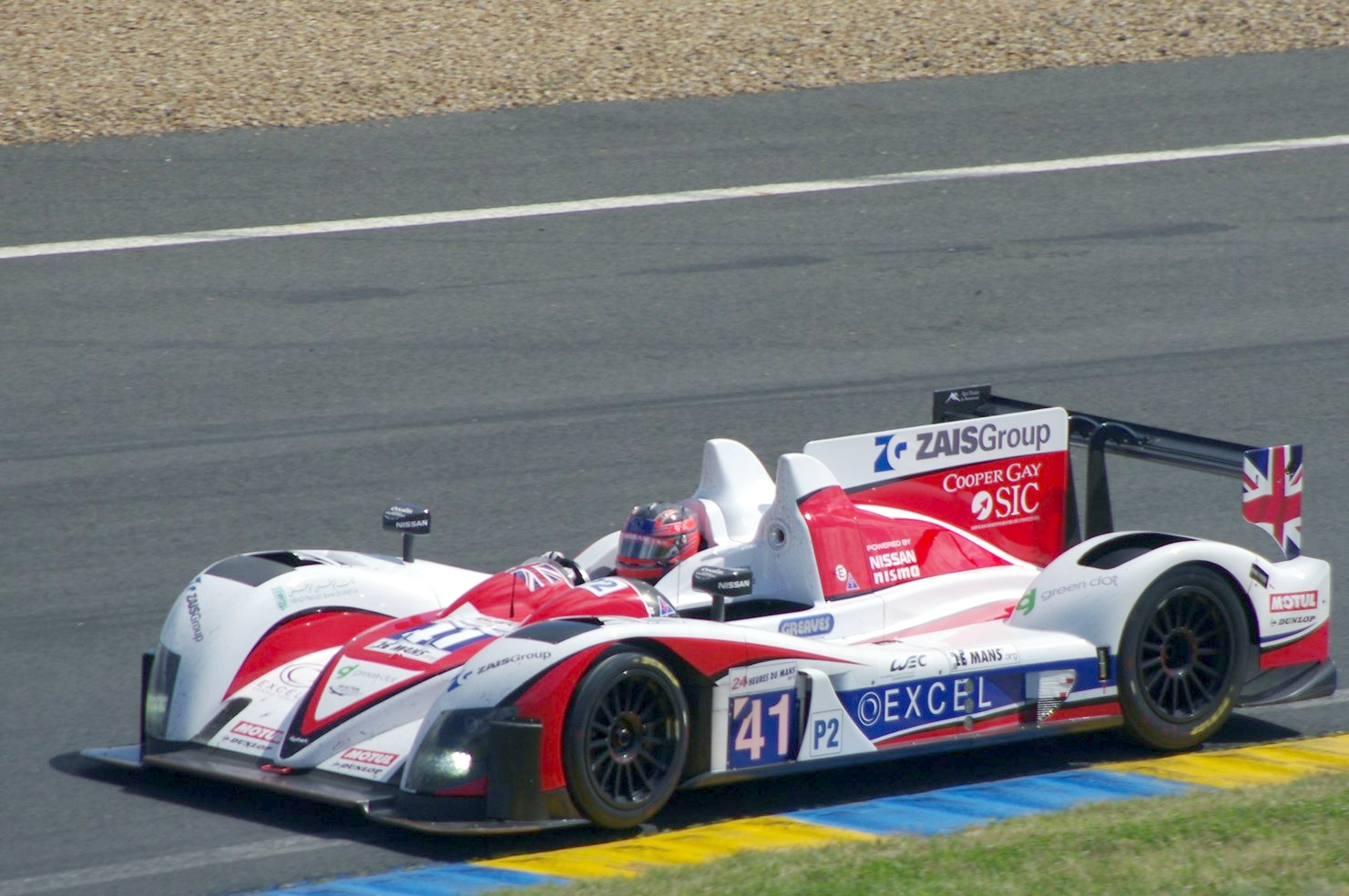
Ricardo González im Zytek Z11SN beim 24-Stunden-Rennen von Le Mans 2012

Ricardo González Valdez (* 20. Oktober 1978 in Monterrey) ist ein ehemaliger mexikanischer Automobilrennfahrer. Er startete von 2012 bis 2016 in der FIA-Langstrecken-Weltmeisterschaft (WEC).

## Karriere
González begann seine Motorsportkarriere 1990 im Kartsport, in dem er bis 1996 aktiv blieb. 1994, 1995 und 1997 fuhr er in der mexikanischen Formel-3-Meisterschaft. Von 1998 bis 2000 startete er in der panamerikanischen Indy Lights.
2001 wechselte González nach Europa und ging in der einmalig ausgetragenen Formel Chrysler Euroseries an den Start. Zusammen mit seinem älteren Bruder Roberto trat er für Alpie Motorsport an. Während Roberto Gesamtzweiter wurde, erreichte Ricardo den vierten Platz. Mit 55 zu 106 Punkten unterlag er seinem Bruder teamintern. 2003 nahm González für Vergani Racing an einzelnen Rennen der World Series by Nissan teil.
Nach einer siebenjährigen Pause kehrte González 2010 in den Motorsport zurück und startete in der American Le Mans Series (ALMS). Für Car Amigo AJR trat er zunächst zu vier Rennen in der GTC-Klasse an. Anschließend wechselte er für die letzten vier Rennen zusammen mit seinem Teamkollegen Luis Díaz zu PR1/Mathiasen Motorsports in die LMPC-Klasse. 2011 blieb González in der ALMS. Zusammen mit Gunnar Jeannette fuhr er für Core Autosport in der LMPC-Klasse. Die beiden gewannen die Wertung bei zwei Rennen und entschieden die LMPC-Gesamtwertung am Saisonende für sich.
2012 wechselte González zu Greaves Motorsport in die neugegründete FIA-Langstrecken-Weltmeisterschaft (WEC). Er bildete ein Fahrertrio mit Elton Julian und Christian Zugel. Bei einem Rennen setzte González aus und ließ sich durch seinen Bruder Roberto vertreten. Er belegte den 27. Platz in der Fahrerweltmeisterschaft. Darüber hinaus trat er 2012 zu vier ALMS-Rennen an. Einmal für Core Autosport in der LMPC-Klasse und dreimal für Level 5 Motorsports in der P2-Klasse. 2013 erhielt González ein Cockpit bei OAK Racing in der FIA-Langstrecken-Weltmeisterschaft und ging zusammen mit Bertrand Baguette und Martin Plowman an den Start. Die drei Fahrer gewannen zweimal, unter anderem beim 24-Stunden-Rennen von Le Mans, die LMP2-Wertung und beendeten die Saison auf dem zehnten Platz in der Fahrerweltmeisterschaft. Darüber hinaus nahm González 2013 für Level 5 Motorsports an einem ALMS-Rennen teil.
2014 wechselte González zu ART Grand Prix in die European Le Mans Series (ELMS) und wurde Siebter in der GTC-Wertung. Darüber hinaus absolvierte er für Extreme Speed Motorsports einen Gaststart beim 6-Stunden-Rennen von Shanghai. 2015 kehrte González in die FIA-Langstrecken-Weltmeisterschaft zurück. Er trat für das von OAK Racing betreute Team G-Drive Racing an. Zusammen mit seinen Teamkollegen Pipo Derani und Gustavo Yacamán gewann er einmal die LMP2-Wertung. Das Trio lag am Saisonende auf dem 13. Platz der Fahrerweltmeisterschaft.

## Persönliches
Sein Vater Roberto González sr. und sein Bruder Roberto González jr. sind ebenfalls Automobilrennfahrer.

## Statistik

### Karrierestationen
| - 1990–1996: Kartsport - 1994: Mexikanische Formel 3 - 1995: Mexikanische Formel 3 - 1997: Mexikanische Formel 3 - 1998: Panamerikanische Indy Lights - 1999: Panamerikanische Indy Lights - 2000: Panamerikanische Indy Lights | - 2001: Formel Chrysler Euroseries (Platz 4) - 2003: World Series by Nissan (Platz 23) - 2010: ALMS, LMPC (Platz 9) - 2010: ALMS, GTC (Platz 16) - 2011: ALMS, LMPC (Meister) - 2012: WEC (Platz 27) - 2012: ALMS, LMP2 (Platz 6) | - 2012: ALMS, LMPC (Platz 25) - 2013: WEC (Platz 10) - 2013: ALMS, LMP2 (Platz 13) - 2014: ELMS, GTC (Platz 7) - 2015: WEC (Platz 13) |

### Le-Mans-Ergebnisse
| Jahr | Team                | Fahrzeug     | Teamkollege        | Teamkollege        | Platzierung            | Ausfallgrund |
| ---- | ------------------- | ------------ | ------------------ | ------------------ | ---------------------- | ------------ |
| 2012 | Greaves Motorsport  | Zytek Z11SN  | Christian Zugel    | Elton Julian       | Rang 12                |              |
| 2013 | OAK Racing          | Morgan LMP2  | Bertrand Baguette  | Martin Plowman     | Rang 7 und Klassensieg |              |
| 2015 | G-Drive Racing      | Ligier JS P2 | Gustavo Yacamán    | Luís Felipe Derani | Rang 12                |              |
| 2016 | RGR Sport by Morand | Ligier JS P2 | Filipe Albuquerque | Bruno Senna        | Rang 15                |              |

### Sebring-Ergebnisse
| Jahr | Team               | Fahrzeug            | Teamkollege      | Teamkollege   | Platzierung | Ausfallgrund |
| ---- | ------------------ | ------------------- | ---------------- | ------------- | ----------- | ------------ |
| 2010 | Alex Job Racing    | Porsche 997 GT3 Cup | Luis Díaz        | Patrick Kelly | Rang 19     |              |
| 2011 | Core Autosport     | Oreca FLM09         | Gunnar Jeannette | Rudy Junco    | Rang 18     |              |
| 2012 | Greaves Motorsport | Zytek Z11SN         | Christian Zugel  | Elton Julian  | Rang 9      |              |

### Einzelergebnisse in der FIA-Langstrecken-Weltmeisterschaft
| Saison | Team                      | Rennwagen    | 1   | 2   | 3   | 4   | 5   | 6   | 7   | 8   | 9   |
| ------ | ------------------------- | ------------ | --- | --- | --- | --- | --- | --- | --- | --- | --- |
| 2012   | Greaves Motorsport        | Zytek Z11SN  | SEB | SPA | LEM | SIL | SAO | BAH | FUJ | SHA |     |
| 2012   | Greaves Motorsport        | Zytek Z11SN  | 9   | 16  | 12  | 20  |     | 12  | 14  | 15  |     |
| 2013   | OAK Racing                | Morgan LMP2  | SIL | SPA | LEM | SAO | AUS | FUJ | SHA | BAH |     |
| 2013   | OAK Racing                | Morgan LMP2  | 10  | 11  | 7   | 5   | 11  | 4   | 7   | 6   |     |
| 2014   | Extreme Speed Motorsports | HPD ARX-03   | SIL | SPA | LEM | AUS | FUJ | SHA | BAH | SAO |     |
| 2014   | Extreme Speed Motorsports | HPD ARX-03   |     |     | 10  |     |     |     |     |     |     |
| 2015   | G-Drive Racing            | Ligier JS P2 | SIL | SPA | LEM | NÜR | AUS | FUJ | SHA | BAH |     |
| 2015   | G-Drive Racing            | Ligier JS P2 | 7   | 10  | 12  | 9   | 7   | 11  | DNF | 9   |     |
| 2016   | Morand                    | Ligier JS P2 | SIL | SPA | LEM | NÜR | MEX | AUS | FUJ | SHA | BAH |
| 2016   | Morand                    | Ligier JS P2 | 5   | 10  | 15  | 9   | 6   | 9   | 8   | 10  | 10  |